# Ракетные катера проекта 183-Р
Ракетные катера проекта 183-Р «Комар» — проект (серия) советских ракетных катеров. Стал первым в мире ракетным катером, то есть новым типом оружия военно-морского флота вооружённых сил.

## История
Был создан в 1959 году на базе торпедного катера проекта 183, на которые вместо торпедного вооружения были смонтированы две пусковые установки ангарного типа для ракет П-15 «Термит».
Главный конструктор: Юхнин Евгений Иванович.
Строились на двух предприятиях — заводе № 5 («Алмаз») в Ленинграде и № 602 Владивостоке.
С 1959 года по конец 1965 года по данному проекту было построено 112 катеров, в том числе проекта 183Э (Э —экспериментальный, 1957 год) — 2 единицы, проекта 183Р — 58 единиц, проекта 183ТР — 52 единицы, проекта 183Р-ТР — 2 единицы. Альтернативно, в 1961 году был разработан проект катера 205У, отличия в проектах заключались в замене ангаров для ракет более компактными цилиндрическими контейнерами под ракету П-15У со складывающимся крылом.
На катере монтировались ПУС «Клён», который получал данные от РЛС «Рангоут».
Катера поставлялись и другим странам:
| Страна    | Количество | Годы поставок | Примечания                                  |
| --------- | ---------- | ------------- | ------------------------------------------- |
| Куба      | 18         | 1962 — 1966   | В настоящее время выведены из состава флота |
| Индонезия | 12         | 1961 — 1965   | Выведены из состава флота в 1969 г.         |
| КНДР      | 10         |               | Поставлялись как из СССР так и из Китая     |
| Сирия     | 9          |               |                                             |
| Китай     | 8          | 1961          |                                             |
| Египет    | 7 (8?)     | 1962 — 1967   | В настоящее время выведены из состава флота |
| Алжир     | 6          | 1967          |                                             |
| Вьетнам   | 4          |               | В настоящее время выведены из состава флота |
| Ирак      | 3          | 1972 — 1976   | Все уничтожены во время войны в Ираке       |

В Китае катера строились по лицензии (Тип 024, построено около 40 ед.), а в Египте на их основе в 1980 году был разработан свой тип ракетных катеров — October (построено 6 ед.).

## Боевое применение
Единственной зоной боевых действий где эти катера активно применялись стал Арабо-израильский конфликт.
Катера этого типа впервые в истории морских войн успешно применили управляемые противокорабельные ракеты. 21 октября 1967 года два египетских катера проекта 183Р, № 504 под командованием капитана 3-го ранга Ахмед Шакер Абд эль-Вахеда и № 501 под командой капитана 1-го ранга Лютфи Джадалла применили ракеты П-15 «Термит» по израильскому эсминцу «Эйлат» (корабль английской постройки 1944 года, водоизмещением 1 710 т.). В результате попаданий эсминец затонул, погибли 51 моряков.
13 мая 1970 года египетским катером 183Р был потоплен израильский траулер «Орит» водоизмещением 70 тонн, осуществлявший лов рыбы в лагуне аль-Бардавиль. Погибли 4 члена экипажа. Ответом израильтян стал налёт на египетскую военно-морскую базу, где были уничтожены эсминец El Qaher и один катер 183Р.
Позже катера типа «Комар» использовались в арабо-израильской войне 1973 года. ВМС Египта задействовали 8 ракетных катеров данного типа — 781, 783, 785, 787, 789, 791, 793 и 795, из которых было потеряно два катера неизвестных номеров. ВМС Сирии задействовали 6 таких катеров — 41, 42, 43, 44, 45 и 46 из которых в ходе войны были потеряны катера 42, 43 и 44.